# Him & I
Him & I è un singolo del rapper statunitense G-Eazy e della cantante statunitense Halsey, pubblicato il 5 dicembre 2017 come secondo estratto dal terzo album in studio di G-Eazy The Beautiful & Damned.

## Tracce
1. Him & I – 4:28

## Classifiche
| Classifica (2017-18) | Posizione massima |
| -------------------- | ----------------- |
| Lettonia             | 2                 |
| Lussemburgo          | 9                 |